# Kritische rassentheorie
Kritische rassentheorie (Engels: critical race theory, ook wel CRT) is een uit de Verenigde Staten afkomstige stroming die de effecten van ras en cultuur op iemands sociale status in een samenleving bestudeert in relatie tot recht en macht.
De Universiteit van Californië, Los Angeles School of Public Affairs, formuleert kritische rassentheorie als:
"CRT erkent dat racisme in de structuur en het systeem van de Amerikaanse samenleving is ingebed. De individuele racist hoeft niet te bestaan om op te merken dat institutioneel racisme alomtegenwoordig is in de dominante cultuur. Dit is de analytische lens die CRT gebruikt bij het onderzoeken van bestaande machtsstructuren. CRT gaat ervan uit dat deze machtsstructuren gebaseerd zijn op blanke privileges en blanke suprematie, wat de marginalisering van gekleurde mensen in stand houdt. De CRT is van mening dat de blanke suprematie in de loop van de tijd wordt gehandhaafd door machtsstructuren in de samenleving, met name door de wet. Daarom onderzoekt de CRT de mogelijkheid om deze machtsverhoudingen uit te dagen en te veranderen, om te werken aan raciale bevrijding en om te voorkomen dat mensen ondergeschikt worden gemaakt door noties van "ras"."

## Ontstaan
De kritische rassentheorie ontstond halverwege de jaren 1970, vanuit de behoefte van de Afro-Amerikaanse Civil rights movement om met nieuwe theorieën en tactieken het "institutioneel racisme" in het Amerikaanse rechtssysteem te doorgronden. De term kritische rassentheorie werd bedacht door de Amerikaanse rechtsgeleerde, burgerrechtenactiviste en hoogleraar Kimberlé Crenshaw in de jaren 1980.
kernonderwerpen zijn onder andere:
- Ras, geslacht, sociale klasse,
- Witte suprematie,
- Institutioneel racisme,
- Anti-liberalisme,
- Cultuurnationalisme/separatisme,
- Essentialisme en anti-essentialisme,
- Structureel determinisme.[4]